# Qatar Athletic Super Grand Prix 2019
Qatar Athletic Super Grand Prix 2019 – mityng lekkoatletyczny, który odbył się 3 maja w stolicy Kataru – Dosze. Zawody były pierwszą odsłoną prestiżowej Diamentowej Ligi w sezonie 2019.

## Rezultaty

### Mężczyźni
| Konkurencja:                  | 1. miejsce          | Rezultat        | 2. miejsce          | Rezultat       | 3. miejsce      | Rezultat   |
| Bieg na 200 m                 | Ramil Guliyev       | 19,99 EL        | Álex Quiñónez       | 20,19 SB       | Aaron Brown     | 20,20 SB   |
| Bieg na 800 m                 | Nijel Amos          | 1:44,29 WL      | Emmanuel Korir      | 1:44,50 SB     | Donavan Brazier | 1:44,70 SB |
| Bieg na 1500 m                | Elijah Manangoi     | 3:32,21 WL      | Timothy Cheruiyot   | 3:32,47 SB     | Bethwell Birgen | 3:33,12 SB |
| Bieg na 3000 m z przeszkodami | Soufiane El Bakkali | 8:07,22 WL      | Hillary Bor         | 8:08,41 WJL PB | Leonard Bett    | 8:08,61 PB |
| Skok o tyczce                 | Sam Kendricks       | 5,80 =SB        | Thiago Braz         | 5,71 SB        | Seito Yamamoto  | 5,61 =SB   |
| Pchnięcie kulą                | Ryan Crouser        | 22,13           | Tomas Walsh         | 22,06 SB       | Darlan Romani   | 21,60      |
| Rzut dyskiem                  | Daniel Ståhl        | 70,56 WL DLR MR | Lukas Weißhaidinger | 66,90 SB       | Ehsan Hadadi    | 66,78      |

### Kobiety
| Konkurencja:               | 1. miejsce          | Rezultat       | 2. miejsce            | Rezultat   | 3. miejsce        | Rezultat   |
| Bieg na 200 m              | Dina Asher-Smith    | 22,26 WL       | Jamile Samuel         | 22,90 SB   | Blessing Okagbare | 23,14 SB   |
| Bieg na 800 m              | Caster Semenya      | 1:54,98 WL MR  | Francine Niyonsaba    | 1:57,75 SB | Ajeé Wilson       | 1:58,83 SB |
| Bieg na 3000 m             | Hellen Obiri        | 8:25,60 WL     | Genzebe Dibaba        | 8:26,20 PB | Lilian Rengeruk   | 8:29,02 PB |
| Bieg na 100 m przez płotki | Danielle Williams   | 12,66 SB       | Tobi Amusan           | 12,73 SB   | Sharika Nelvis    | 12,78 SB   |
| Bieg na 400 m przez płotki | Dalilah Muhammad    | 53,61 WL MR    | Ashley Spencer        | 54,72 SB   | Anna Ryżykowa     | 54,82 EL   |
| Skok wzwyż                 | Jarosława Mahuczich | 1,96 WJL EL PB | Mireła Demirewa       | 1,91 SB    | Erika Kinsey      | 1,91 SB    |
| Skok w dal                 | Caterine Ibargüen   | 6,76 SB        | Maryna Bech-Romanczuk | 6,74 EL    | Brooke Stratton   | 6,73       |

## Wyniki reprezentantów Polski
- bieg na 800 m: 6. Adam Kszczot 1:45,60 EL
- skok o tyczce: 4. Piotr Lisek 5,46 SB
- pchnięcie kulą: 5. Michał Haratyk 21,18 SB, 8. Konrad Bukowiecki 20,46
- rzut dyskiem: 6. Piotr Małachowski 64,45 SB